# Alison Moyet
Geneviève Alison Jane Moyet (Billericay, Essex, 18 de junio de 1961), conocida como Alison Moyet, es una cantante de pop, blues y rock británica que saltó a la fama como la voz del dúo Yazoo (1981-1983) junto a Vince Clarke. Tras el efímero éxito con el dúo, comenzó su carrera en solitario.
Las ventas de sus álbumes en todo el mundo han alcanzado la cifra certificada de 23 millones, con más de dos millones de sencillos vendidos. Sus nueve álbumes de estudio y tres álbumes recopilatorios se ubicaron en el top 30 de la lista de álbumes del Reino Unido, y dos de ellos alcanzaron el número uno. También logró nueve sencillos entre los 30 primeros y seis entre los 10 primeros en la lista de sencillos del Reino Unido.
Moyet fue nombrada Miembro de la Orden del Imperio británico (MBE) en los honores de cumpleaños de 2021 de la reina Isabel II por sus servicios a la música.

## Primeros años
Alison Moyet, nacida en Billericay y criada en Basildon, de madre británica y padre francés, asistió a Janet Duke Junior School y luego a James Hornsby School en el nivel secundario.
Estuvo rodeada de un gran movimiento musical durante su juventud. Así fue como se convirtió en cantante de distintas bandas y géneros musicales. A fines de la década de 1970, con 15 años, formó The Vandals, una banda de punk rock donde tocaban Robert Marlow -gran amigo de Vince Clarke- y también cantaba Susan Ryder Paget, más conocida como Sue Paget, quien formó parte de No Romance in China -la primera banda de Clarke. Los otros miembros de la banda eran Kim Forey y Simon Kirk -quien fue reemplazado por John Dee. Esta banda hizo presentaciones memorables en 1978.[cita requerida]

## Carrera
En 1980, integró la banda de Rythm & Blues The Screamin' Ab Dabs con el guitarrista Andy Stevens, el baterista Micky Ogden y varios bajistas como Jeff Shaw y John (L J) Hamilton.
También formó parte de The Vicars y The Little Roosters hasta que en 1981 decidió poner un aviso ofreciéndose como cantante de Blues, R&B y Soul. Vince Clarke, quien venía de abandonar Depeche Mode, respondió a ese llamado y así se formó Yazoo.
En 1982, Yazoo publicó su primer sencillo Only You que alcanzó el puesto número 2 del ranking británico. Los sencillos exitosos siguieron e incluso dos álbumes números 2 y 1 respectivamente. También eran alabados por la crítica pero tras sólo dos años juntos, decidieron separarse. Moyet consolidaría a partir de ese momento una gran carrera solista, en tanto, Clarke, tras algunas dudas, encontraría su compañero ideal en Andy Bell y formaría Erasure.
Para 1982, participó asimismo como corista en el álbum Under the Flag de Fad Gadget.

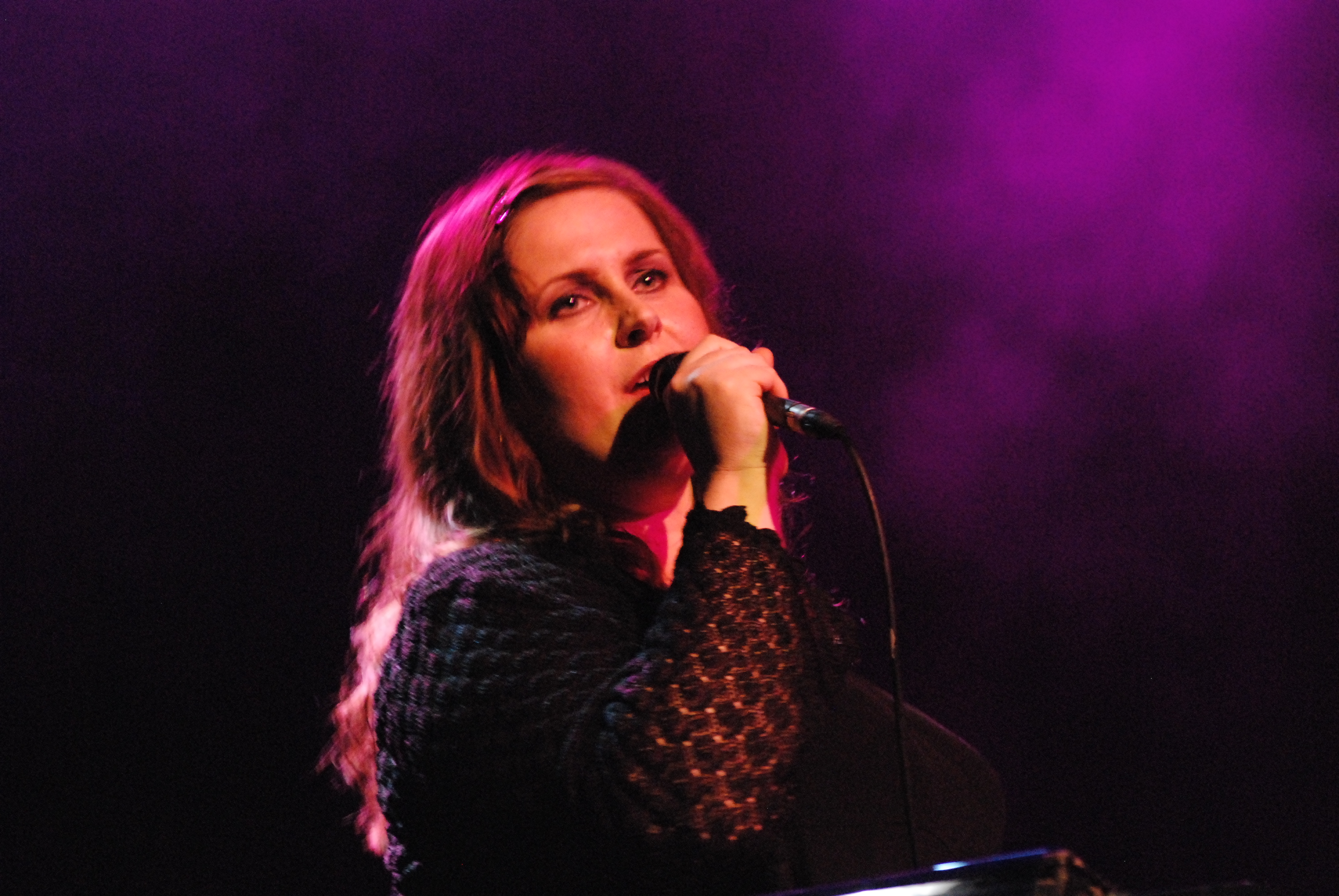
Alison Moyet, en concierto en 2008.

En 1984 lanza su disco debut como solista: Alf, que se colocaría en la cima del ranking británico. En 1987, araña la cima con su álbum Raindancing. Durante esos tres años, se consolidó como la cantante más importante de Inglaterra., interpretando covers como Ole Devil Called Love y Love Letters, o temas de su autoría como Love Resurrection, Is This Love? y All Cried Out. Esto le valió haber estado nominada en 1984 y 1986 y haber ganado en 1985 y 1988, el premio Brit Awards como mejor artista femenina británica.
A partir de 1991, con su disco Hoodoo y en 1994 con su álbum Essex, Moyet comienza a experimentar y sumergirse en las raíces de su ciudad y de sus gustos, perdiendo un poco de popularidad, desde entonces deja de grabar. En 1995 edita un compilado de sencillos que incluye 3 de su etapa en Yazoo. En 1999, se publica Only Yazoo - The Best of Yazoo, un compilado, que incluye sencillos donde se actualizan algunos temas.
2002 marca el regreso de Moyet, al grabar Hometime, su quinto álbum de estudio, que le vale una nueva nominación a los Brit Awards. En 2004 edita Voice y en 2007 The Turn. En 2008, se edita una caja compilatoria de Yazoo, que serviría como aperitivo para la gira reencuentro Reconnected Tour. También aparece el Reconnected EP, con remezclas actuales de los viejos temas. Recién en 2010 se edita el álbum Reconnected Live que contiene el vivo de aquellos recitales. Previamente, en 2009 apareció The Best Of - 25 Years Revisited, un compilado celebrando los 25 años como solista.

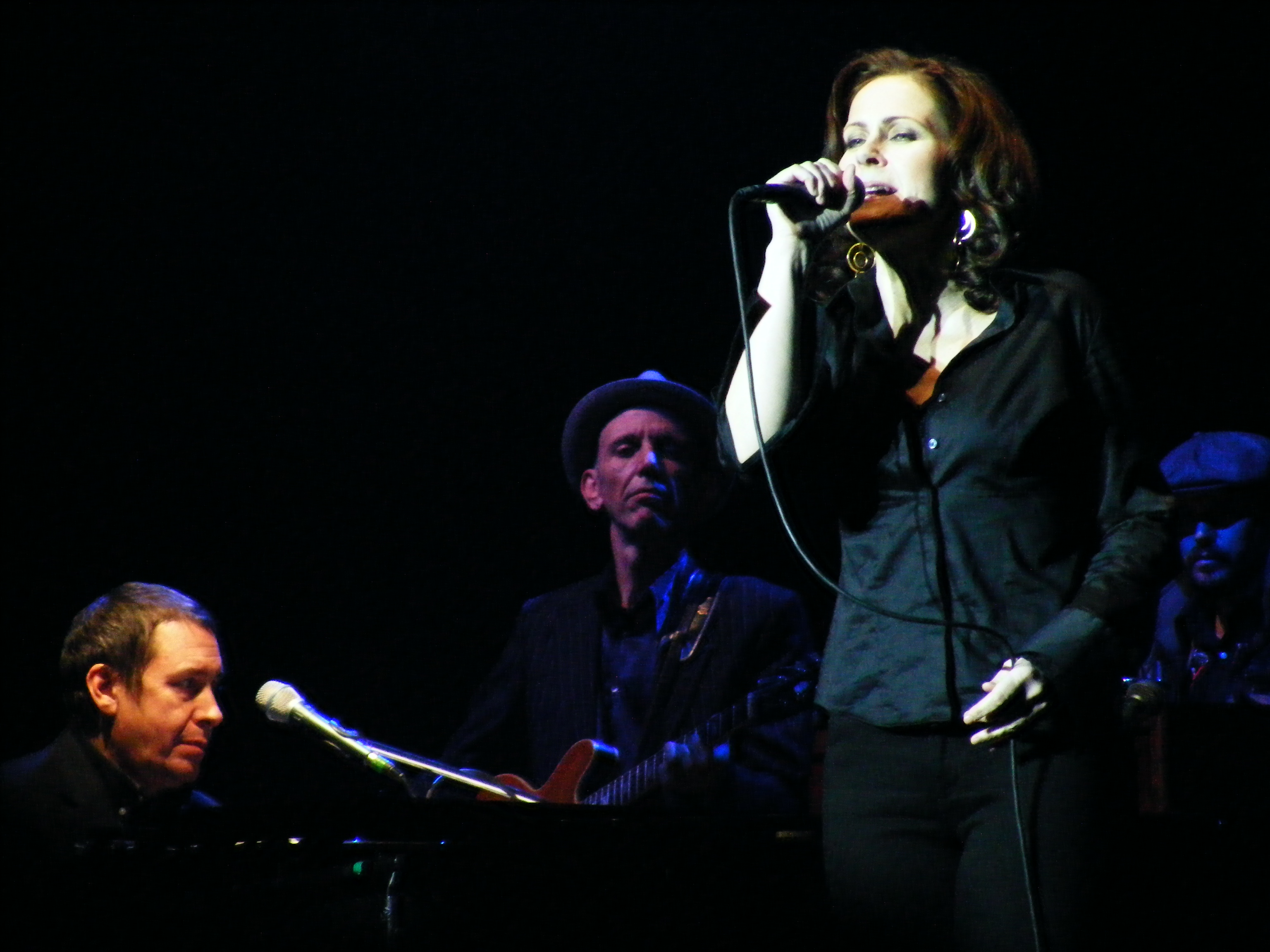
Moyet junto a Jools Holland's Rhythm and Blues Orchestra en el the Apollo Theatre, Mánchester, diciembre, 2010

En 2010 acompañó a Jools Holland en su gira por el Reino Unido y contribuyó con su voz en el tema "The man that got away" en el álbum de Holland "Rocking horse". En 2013 editó The Minutes cuyo primer sencillo fue "When I was your girl". Esta placa fue seguida por Minutes and Seconds - Live que reúne grabaciones en vivo de la gira de presentación de The Minutes.
En 2017 editó un nuevo álbum de estudio, Other, que representó una vuelta al synthpop. En octubre del mismo año, Moyet apareció como artista invitado en el álbum acústico de la banda noruega A-Ha, MTV Unplugged – Summer Solstice, cantando "Summer Moved On". La actuación se grabó en la isla Giske de Noruega en junio de 2017. El 20 de abril de 2018, Moyet publicó su segundo álbum en vivo: The Other Live Collection, grabado durante su gira The Other Tour.
En junio de 2024, apareció en el programa de televisión de Vernon Kay, BBC Radio 2, actuando por primera vez su nuevo sencillo "Such Small Ale", publicado el 15 de junio. Además, anunció su décimo álbum de estudio titulado  Key que será publicado el 4 de octubre. El nuevo álbum recogerá versiones nuevas de su discografía y celebrará los cuarenta años de carrera en solitario de Moyet.
Moyet además presentó su pódcast, 40 Moyet Moments, un pódcast dividido en cuarenta partes donde la artista habla de su recorrido en la industria musical. Moyet anunció en el mismo, también una nueva gira para 2025.

## Vida personal
El primer matrimonio de Moyet, con Malcolm Lee, con quién tiene un hijo, terminó en divorcio. Moyet tiene una hija con su expareja Kim McCarthy y una hija con su actual marido, David Ballard. En 2013, Moyet se mudó de Radlett, Hertfordshire a Brighton.[cita requerida]
Moyet ha sido sincera sobre sus batallas con su peso y la agorafobia y los desafíos de tener dislexia y TDAH. Se embarcó en un programa de pérdida de peso porque no quería convertirse en "una anciana obesa".
Moyet se licenció en Grabado de Bellas Artes por la Universidad de Brighton en 2023, a los 61 años.

## Discografía
| Álbumes de estudio - Alf (1984) - Raindancing (1987) - Hoodoo (1991) - Essex (1994) - Hometime (2002) - Voice (2004) - The Turn (2007) - The Minutes (2013) - Other (2017) - Key (2024) | Álbumes recopilatorios - Singles (1995) - The Essential (2001) - The Best of Alison Moyet (2009) Álbumes con Yazoo - Upstairs at Eric's (1982) - You and Me Both (1983) |

## Teatro
| Año  | Título  | Personaje            | Lugar              |
| ---- | ------- | -------------------- | ------------------ |
| 2001 | Chicago | Matron "Mama" Morton | West End (Londres) |

## Premios y nominaciones
| Premio                      | Año  | Nominación         | Categoría                                   | Resultado | Ref.   |
| --------------------------- | ---- | ------------------ | ------------------------------------------- | --------- | ------ |
| Brit Awards                 | 1983 | Yazoo              | Artista revelación británico                | Ganadora  | [ 20 ] |
| Brit Awards                 | 1983 | Yazoo              | Grupo británico                             | Nominado  | [ 20 ] |
| Brit Awards                 | 1984 | Ella misma         | Artista solista femenina británica          | Nominada  | [ 21 ] |
| Brit Awards                 | 1985 | Ella misma         | Artista solista femenina británica          | Ganadora  | [ 22 ] |
| Brit Awards                 | 1986 | Ella misma         | Artista solista femenina británica          | Nominada  | [ 23 ] |
| Brit Awards                 | 1988 | Ella misma         | Artista solista femenina británica          | Ganadora  | [ 24 ] |
| Brit Awards                 | 2003 | Ella misma         | Artista solista femenina británica          | Nominada  | [ 25 ] |
| Classic Pop Readers' Awards | 2018 | Ella misma         | Solo Act of the Year                        | Nominada  | [ 26 ] |
| Goldene Europa              | 1985 | Ella misma         | Best International Artist                   | Ganadora  | [ 27 ] |
| Grammy Awards               | 1993 | "It Won't Be Long" | Mejor interpretación vocal de rock femenina | Nominada  | [ 28 ] |
| Silver Clef Awards          | 2013 | Ella misma         | Icon Award                                  | Ganadora  | [ 29 ] |
| The Ivors Academy           | 2014 | Ella misma         | BASCA Gold Badge Awards                     | Ganadora  | [ 30 ] |